# Pont de Kulosaari
Le pont de Kulosaari (en finnois : Kulosaaren silta) est un pont routier du quartier de Sörnäinen à Helsinki en Finlande.

## Description
Achevé en 1957, le pont routier de Kulosaari relie Kulosaari au centre-ville d'Helsinki.
L'Itäväylä à 3 + 3 voies emprunte le pont, qui fait partie de la route régionale 170.
Auparavant, la valtatie 6 et la valtatie 7 traversaient aussi le pont, mais elles ont été déplacées pour traverser Viikki par la Lahdenväylä.
Le pont a des poutres en acier comme structure porteuse et est l'un des premiers ponts soudés en Finlande. Dans la conception du pont, Bruno Kivisalo a utilisé la théorie des réseaux pour la première fois en Finlande, qui est devenue plus tard courante dans la conception des ponts à poutres.
Le pont de Kulosaari a neuf travées avec des travées de 30, 34, 35, 30, 35, 40, 42, 40 et 35 mètres.

## Galerie

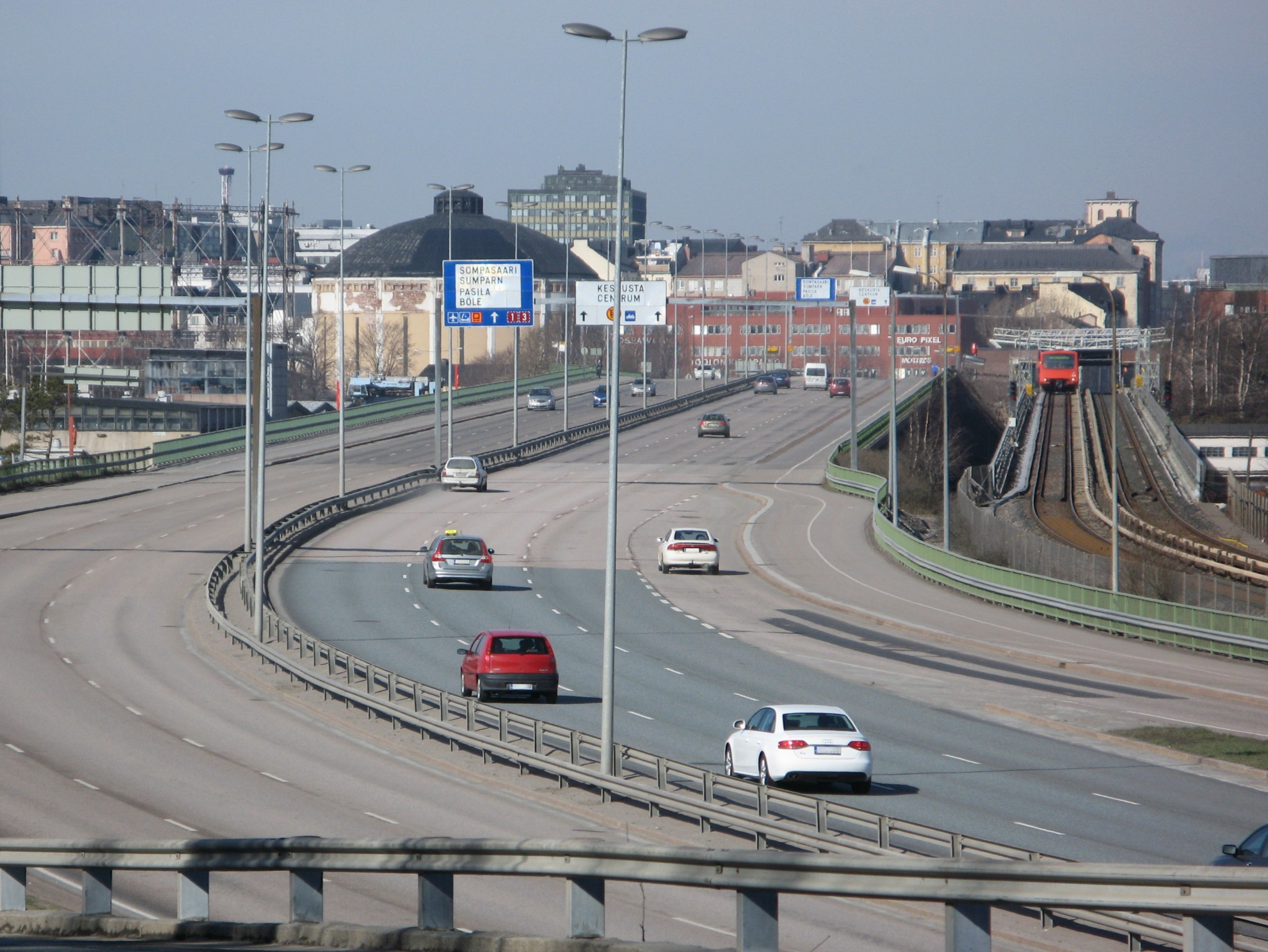
Pont de Kulosaari[2].
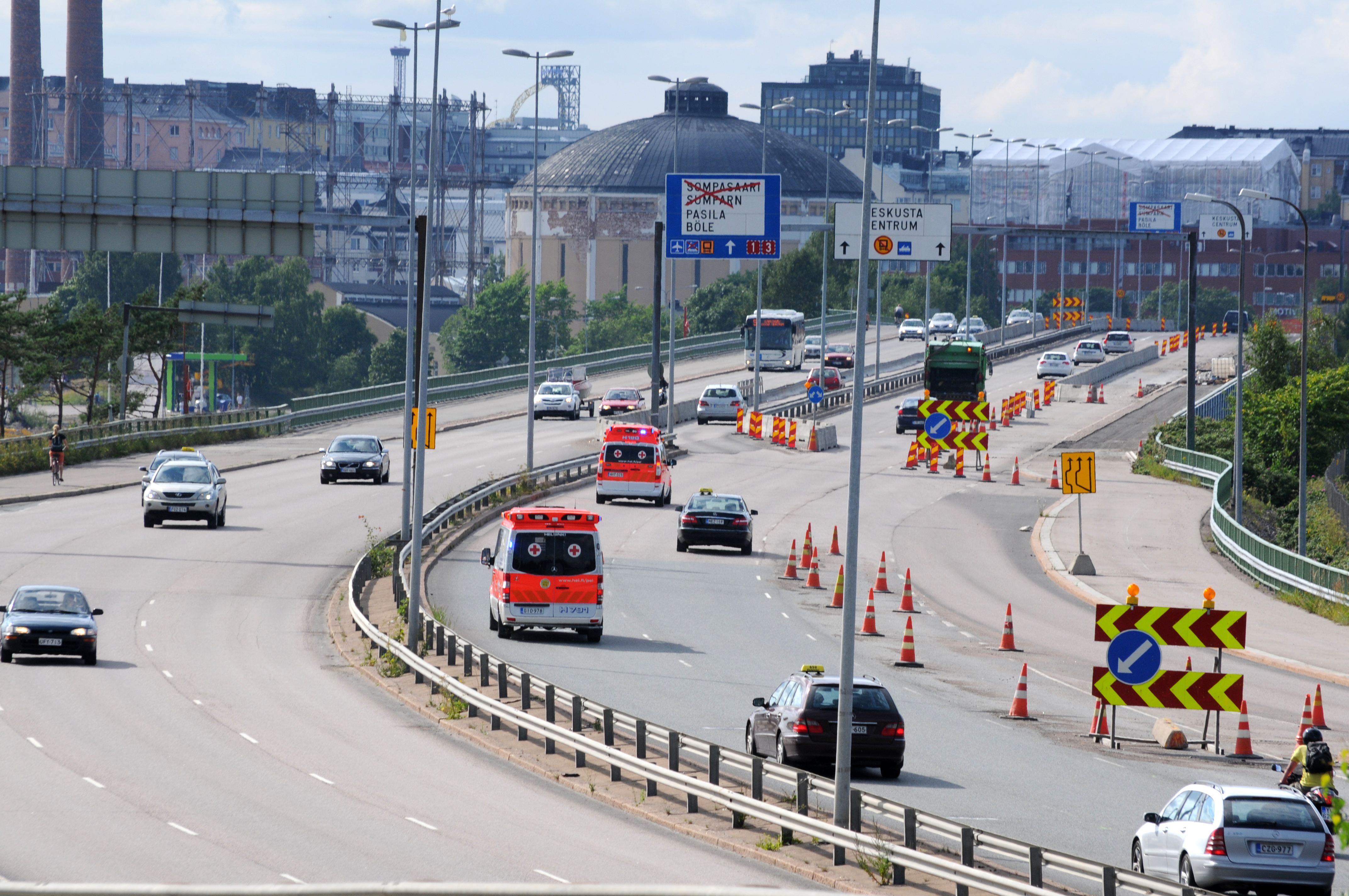
Pont de Kulosaari.
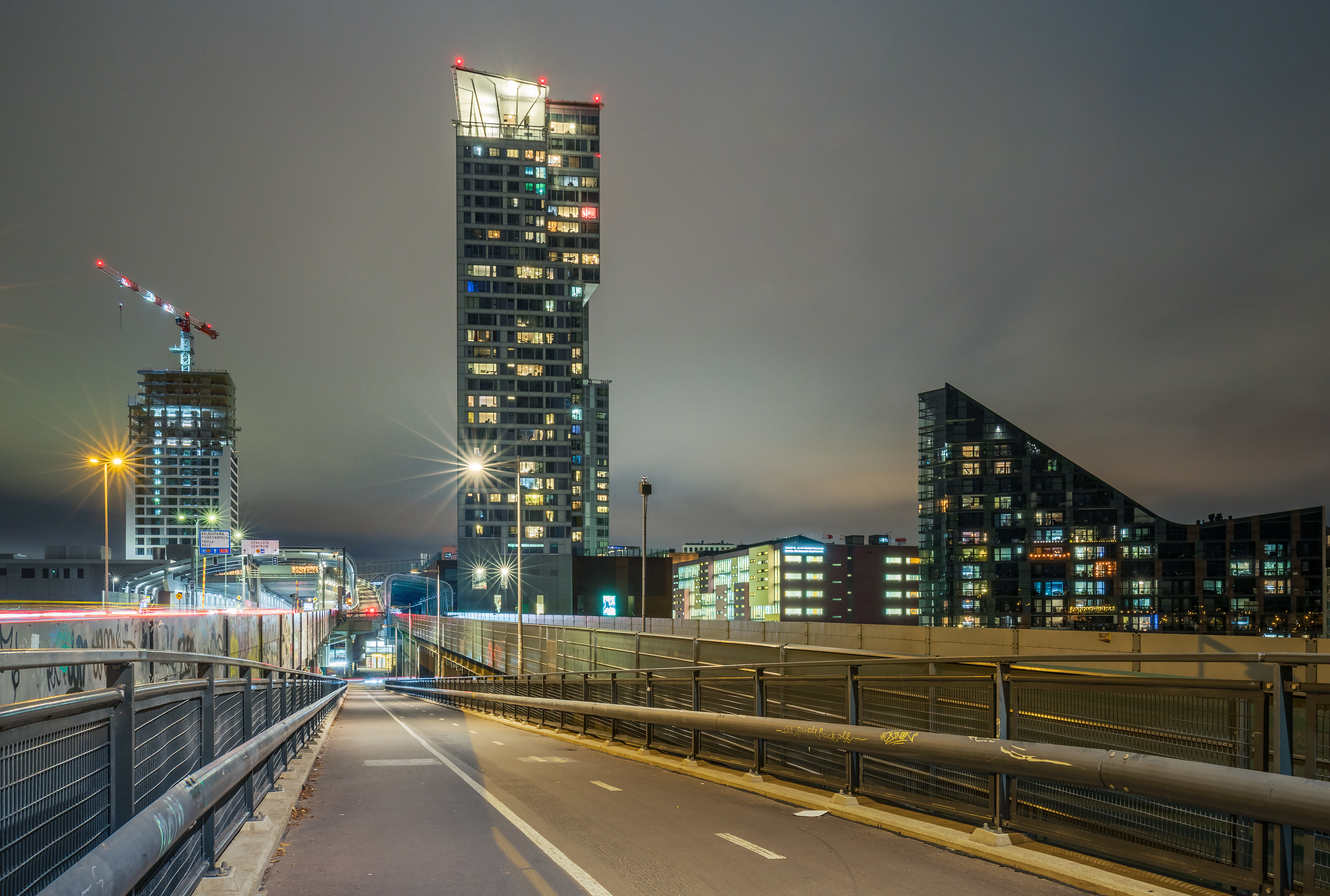
Pistes piétonne et cyclable vers Redi sur le pont.
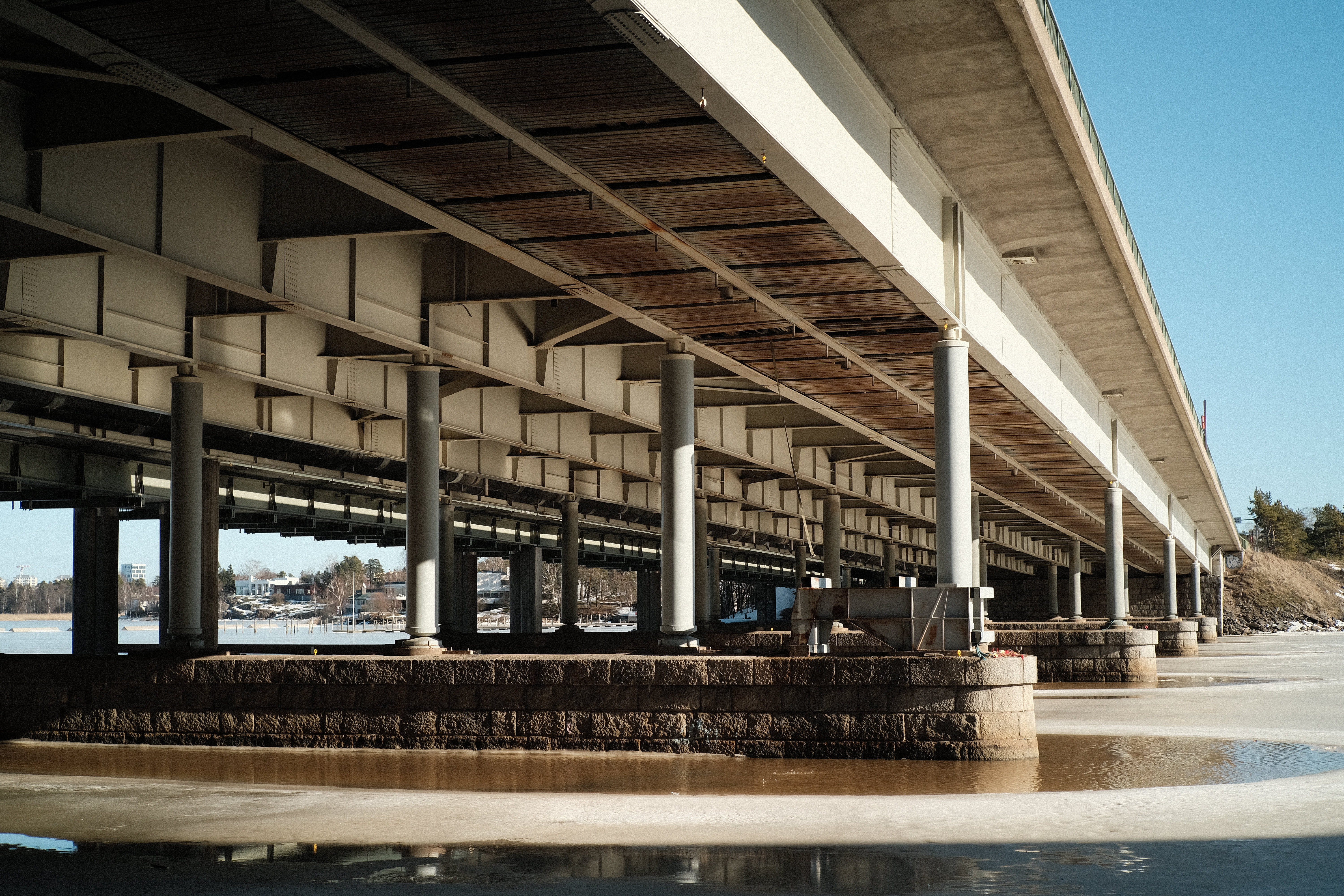
Sous le pont.